# Lapleau
Lapleau è un comune francese di 386 abitanti situato nel dipartimento della Corrèze nella regione della Nuova Aquitania.

## Storia

### Simboli
Lo stemma comunale è stato adottato dal comune nel 1977 riprendendo quello della famiglia de Lestrange, i cui resti del castello si trovano sulle alture di Lapleau.

## Società

### Evoluzione demografica
Abitanti censiti